# Pierre Colombier
Pierre Colombier (Compiègne, 2 marzo 1896 – Montrouge, 25 gennaio 1958) è stato un regista e sceneggiatore francese.

## Filmografia

### Regista
- Les étrennes à travers les âges - cortometraggio (1920)
- Le Paradis Perdu - cortometraggio (1921)
- Soirée de réveillon - cortometraggio (1921)
- Le pendentif - cortometraggio (1921)
- Monsieur Lebidois propriétaire (1922)
- Le Noël du père Lathuile (1922)
- Le taxi 313-X-7 (1923)
- Par-dessus le mur (1923)
- Petit hôtel à louer (1923)
- Soirée mondaine (1924)
- Le Mariage de Rosine (1925)
- Amour et carburateur (1925)
- Paris en cinq jours (1926)
- Mots croisés (1926)
- Jim la houlette, roi des voleurs (1926)
- Au revoir et merci (1926)
- Les transatlantiques (1928)
- Petite fille (1928)
- Dolly (1929)
- Chiqué - cortometraggio (1930)
- Je t'adore mais pourquoi - cortometraggio (1930)
- Le Roi des resquilleurs (1930)
- Le roi du cirage (1931)
- La chanson d'une nuit (1932)
- Sa meilleure cliente (1932)
- Théodore et Cie (1933)
- Charlemagne (1933)
- Ces messieurs de la Santé (1934)
- Une femme chipée (1934)
- L'École des cocottes (1935)
- La marraine de Charley (1936)
- Une gueule en or (1936)
- Caccia riservata (Le roi, 1936)
- Ignace (1937)
- Gentiluomini di mezzanotte (Le Club des aristocrates, 1937)
- Arriva il campione (Les rois du sport, 1937)
- Lo strano signor Baldassarre (Balthazar, 1937)
- Tricoche et Cacolet (1938)
- Le dompteur (1938)
- Quartiere latino (Quartier latin), co-diretto con Christian Chamborant e Alexander Esway (1939)

### Sceneggiatore
- Soirée de réveillon, regia di Pierre Colombier - cortometraggio (1921)
- Le Noël du père Lathuile, regia di Pierre Colombier (1922)
- Par-dessus le mur, regia di Pierre Colombier (1923)
- Petit hôtel à louer, regia di Pierre Colombier (1923)
- Soirée mondaine, regia di Pierre Colombier (1924)
- Le Mariage de Rosine, regia di Pierre Colombier (1925)
- Dolly, regia di Pierre Colombier (1929)
- Je t'adore mais pourquoi, regia di Pierre Colombier - cortometraggio (1930)
- Le Roi des resquilleurs, regia di Pierre Colombier (1930)
- Le roi du cirage, regia di Pierre Colombier (1931)
- Le Roi des resquilleurs, regia di Jean Devaivre (1945)